# Trygve Knudsen
Trygve Knudsen, född 23 juni 1897 i Tønsberg, död 18 januari 1968 i Oslo, var en norsk språk- och skolman.
Trygve Knudsen var universitetsstipendiat i norsk språkhistoria i Oslo 1925–1930, lektor vid Katedralskolan där 1935–1946 och blev 1946 docent i nordisk språkvetenskap vid universitetet i Oslo. I ett flertal skrifter lämnade Knudsen bidrag framförallt till kunskapen om den norska språkutvecklingen efter 1800, bland annat i P. A. Munch og samtidens norske sprogstrev (1923). Från 1925 var han tillsammans med Alf Sommerfelt redaktör för Norsk riksmålsordbok (1930–).